# Loasaceae
Famille
Classification APG III (2009)
La famille des Loasacées regroupe des plantes dicotylédones ; elle comprend 265 espèces réparties en 14 à 20 genres.

## Étymologie
Le nom vient du genre type Loasa dont on ne connait pas l'étymologie ; le mot est possiblement originaire d'un nom vernaculaire dans une langue sud‑américaine. On peut cependant rapprocher ce nom de genre du toponyme Loxa (ville de l'Équateur), d'où a été rapporté une espèce de cette plante. Jussieu nous décrit ainsi la découverte : 

« L'arrivée récente de MM Humboldt et Bonpland à Paris, après un voyage de quatre années dans l’Amérique méridionale, nous procure l’avantage d’ajouter une espèce nouvelle de Loasa à celles que nous avons déjà, et de compléter le caractère d'une autre. […] Il faut seulement annoncer ici, d’après eux, que les Loasa croissent dans les provinces de  Loxa et dans les Andes de Quindiu au royaume de la Nouvelle-Grenade, à la hauteurs de 500 à 700 toises (1000 à 1500 mètres), avec les quinquinas et les fougères en arbre. »

## Classification
Cette famille a été décrite en 1804 par le botaniste français Antoine-Laurent de Jussieu.
Dans classification classique de Cronquist (1981) cette famille est assignée à l'ordre des Violales.
En classification phylogénétique APG III (2009) elles est dans celui des Cornales.

## Caractéristiques

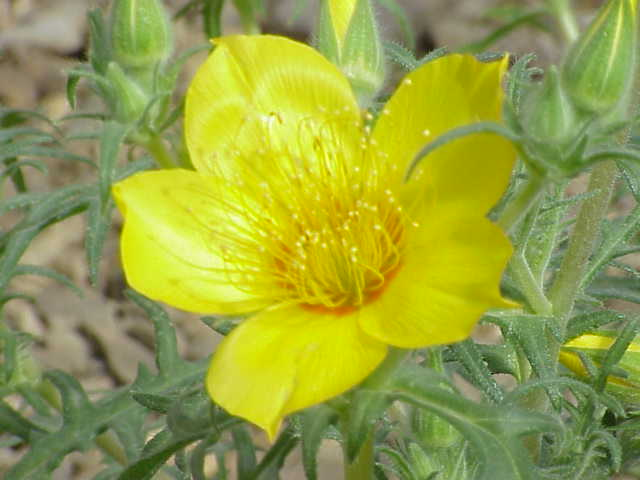
Mentzelia lindleyi

Ce sont le plus souvent des plantes herbacées annuelles ou pérennes, rarement des buissons ou de petits arbres, couverts de poils raides et parfois urticants, des régions tempérées, subtropicales ou tropicales, principalement originaires d'Amérique (quelques-unes d'Afrique et des îles Marquises). Les espèces du genre Mentzelia produisent de très belles fleurs jaunes parfumées qui s'ouvrent le soir.

## Liste des genres
Selon Angiosperm Phylogeny Website (16 octobre 2016) :
- Blumenbachia Schrad.
- Caiophora C.Presl
- Cevallia Lag.
- Eucnide Zucc.
- Fuertesia Urb.
- Gronovia L.
- Kissenia R.Br. ex Endl.
- Klaprothia Kunth
- Loasa Adans.
- Mentzelia L.
- Petalonyx A.Gray
- Plakothira Florence
- Schismocarpus S.F.Blake
- Sclerothrix C.Presl
- Scyphanthus Sweet

Selon NCBI (16 octobre 2016) :
- Aosa
- Blumenbachia
- Caiophora
- Cevallia
- Chichicaste
- Eucnide
- Fuertesia
- Gronovia
- Huidobria
- Kissenia
- Klaprothia
- Loasa
- Mentzelia
- Nasa
- Petalonyx
- Plakothira
- Presliophytum
- Schismocarpus
- Scyphanthus
- Xylopodia

Selon DELTA Angio (16 octobre 2016) :
- Blumenbachia
- Caiophora
- Cevallia
- Eucnide
- Fissenia
- Fuertesia
- Gronovia
- Klaprothia
- Loasa
- Mentzelia
- Petalonyx
- Plakothira
- Schismocarpus
- Scyphanthus

## Liste des espèces
Selon NCBI (16 octobre 2016) :
- genre Aosa
  - Aosa plumierii
  - Aosa rostrata
  - Aosa rupestris
- genre Blumenbachia
  - Blumenbachia espigneira
  - Blumenbachia exalata
  - Blumenbachia insignis
  - Blumenbachia latifolia
  - Blumenbachia prietea
  - Blumenbachia sylvestris
- genre Caiophora
  - Cajophora acuminata
  - Cajophora andina
  - Cajophora buraeavii
  - Cajophora canarinoides
  - Cajophora carduifolia
  - Cajophora chuquitensis
  - Cajophora cirsiifolia
  - Cajophora clavata
  - Cajophora coronata
  - Cajophora eichleri
  - Cajophora hibiscifolia
  - Cajophora lateritia
  - Cajophora macrocarpa
  - Cajophora madrequisa
  - Cajophora nivalis
  - Cajophora stenocarpa
- genre Cevallia
  - Cevallia sinuata
- genre Chichicaste
  - Chichicaste grandis
- genre Eucnide
  - Eucnide aurea
  - Eucnide bartonioides
  - Eucnide cordata
  - Eucnide lobata
  - Eucnide rupestris
  - Eucnide urens
- genre Fuertesia
  - Fuertesia domingensis
- genre Gronovia
  - Gronovia scandens
- genre Huidobria
  - Huidobria chilensis
  - Huidobria fruticosa
- genre Kissenia
  - Kissenia capensis
- genre Klaprothia
  - Klaprothia fasciculata
  - Klaprothia mentzelioides
- genre Loasa
  - Loasa acanthifolia
  - Loasa acerifolia
  - Loasa acuminata
  - Loasa asterias
  - Loasa bergii
  - Loasa chilensis
  - Loasa elongata
  - Loasa filicifolia
  - Loasa floribunda
  - Loasa gayana
  - Loasa heterophylla
  - Loasa illapelina
  - Loasa insons
  - Loasa intricata
  - Loasa lateritia
  - Loasa longiseta
  - Loasa malesherbioides
  - Loasa micrantha
  - Loasa nana
  - Loasa nitida
  - Loasa pallida
  - Loasa speciosa
  - Loasa tricolor
  - Loasa triloba
  - Loasa urmenetae
  - Loasa vulcanica
- genre Mentzelia
  - Mentzelia adhaerens
  - Mentzelia affinis
  - Mentzelia albescens
  - Mentzelia albicaulis
  - Mentzelia arborescens
  - Mentzelia argillosa
  - Mentzelia aspera
  - Mentzelia brandegei
  - Mentzelia californica
  - Mentzelia congesta
  - Mentzelia crocea
  - Mentzelia cronquistii
  - Mentzelia decapetala
  - Mentzelia desertorum
  - Mentzelia dispersa
  - Mentzelia eremophila
  - Mentzelia fendleriana
  - Mentzelia goodrichii
  - Mentzelia gracilenta
  - Mentzelia hirsutissima
  - Mentzelia hispida
  - Mentzelia integra
  - Mentzelia involucrata
  - Mentzelia jonesii
  - Mentzelia laevicaulis
  - Mentzelia lindleyi
  - Mentzelia memorabilis
  - Mentzelia micrantha
  - Mentzelia mojavensis
  - Mentzelia mollis
  - Mentzelia montana
  - Mentzelia multicaulis
  - Mentzelia multiflora
  - Mentzelia nitens
  - Mentzelia nuda
  - Mentzelia obscura
  - Mentzelia oligosperma
  - Mentzelia oreophila
  - Mentzelia packardiae
  - Mentzelia pectinata
  - Mentzelia pterosperma
  - Mentzelia ravenii
  - Mentzelia reflexa
  - Mentzelia rhizomata
  - Mentzelia scabra
  - Mentzelia strictissima
  - Mentzelia thompsonii
  - Mentzelia tiehmii
  - Mentzelia torreyi
  - Mentzelia tricuspis
  - Mentzelia veatchiana
- genre Nasa
  - Nasa aequatoriana
  - Nasa argemonoides
  - Nasa carnea
  - Nasa carunculata
  - Nasa chenopodiifolia
  - Nasa cymbopetala
  - Nasa driesslei
  - Nasa dyeri
  - Nasa ferruginea
  - Nasa formosissima
  - Nasa herzogii
  - Nasa hornii
  - Nasa humboldtiana
  - Nasa insignis
  - Nasa jungifolia
  - Nasa laxa
  - Nasa lenta
  - Nasa lindeniana
  - Nasa loxensis
  - Nasa macrantha
  - Nasa macrothyrsa
  - Nasa magnifica
  - Nasa moroensis
  - Nasa otuzcensis
  - Nasa pascoensis
  - Nasa picta
  - Nasa poissoniana
  - Nasa pongalamesa
  - Nasa profundiserrata
  - Nasa pteridophylla
  - Nasa raimondii
  - Nasa ramirezii
  - Nasa rubrastra
  - Nasa solata
  - Nasa tingomariensis
  - Nasa trianae
  - Nasa triphylla
  - Nasa urens
  - Nasa urentivelutina
  - Nasa usquiliensis
  - Nasa vargasii
  - Nasa venezuelensis
  - Nasa weberbaueri
- genre Petalonyx
  - Petalonyx crenatus
  - Petalonyx linearis
  - Petalonyx nitidus
  - Petalonyx parryi
  - Petalonyx thurberi
- genre Plakothira
  - Plakothira parviflora
- genre Presliophytum
  - Presliophytum arequipense
  - Presliophytum heucherifolium
  - Presliophytum incanum
- genre Schismocarpus
  - Schismocarpus matudai
  - Schismocarpus pachypus
- genre Scyphanthus
  - Scyphanthus elegans
- genre Xylopodia
  - Xylopodia klaprothioides